# Kontact
Kontact je správce osobních informací a groupware souprava aplikací pro KDE. Podporuje kalendář, adresář, poznámky, úkoly, newsy (diskuzní skupiny) a email. Kontact je běžně v linuxových distribucích používajících KDE integrován přímo v instalaci.
Jeho různé komponenty je možné libovolně povolovat a opět zneaktivňovat.

## Komponenty
Kontact obsahuje následující části
- Souhrnová stránka: zobrazuje nepřečtené emaily, aktuální schůzky, poslední novinky či počasí.
- Email: KMail – Emailový klient pro prostředí KDE.
- Adresář: KAddressBook – správce kontaktů pro KDE
- Kalendář: KOrganizer – osobní kalendář pro KDE
- Úkoly KOrganizer
- Deník: umožňuje zapisovat události do deníčku pro každý den, podporuje export dat
- Poznámky: KNotes – poznámkový manažer pro KDE
- RSS: Akregator – RSS čtečka pro KDE
- Newsy - Diskuzní skupiny: KNode – klient pro diskuzní skupiny pro KDE

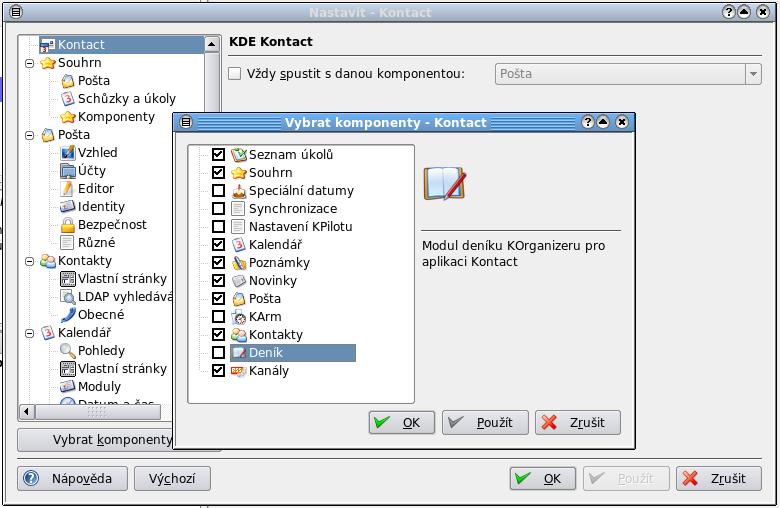
Nastavení komponentů

- Počasí: KWeather